# جيم ميد
جيم ميد (بالإنجليزية: Jim Meade)‏ هو لاعب كرة قدم أمريكية أمريكي، ولد في 28 فبراير 1914 في فيلادلفيا في الولايات المتحدة، وتوفي في 1 أغسطس 1977.